# S-Bahn de la Sarre
Le S-Bahn de la Sarre est un système de transit rapide prévu en Sarre, qui sera construit à partir des lignes ferroviaires régionales existantes ainsi que des lignes ferroviaires autour de Sarrebruck qui doivent être réactivées. 

## Idée
L'idée d'un système de S-Bahn en Sarre est née lors de la planification du système de tram (Saarbahn) de Sarrebruck. L'objectif était de créer un moyen de transport rapide pour motiver les citoyens à utiliser les transports publics. Cette idée a été reprise par le plan de développement des transports (VEP) de la capitale du Land pour l'année 2030, qui proposait de nombreuses mesures pour améliorer la situation des transports, dont le S-Bahn.
L'objectif est d'intégrer le kilométrage des chemins de fer régionaux existants dans le nouveau système. En outre, l'extension des anciennes lignes de chemin de fer, comme la Rosseltalbahn, doit être encouragée. Cela permettrait de soulager les routes fortement encombrées, telles que l'A 620 via Völklingen vers Sarrebruck, en déplaçant le trafic.
En collaboration avec le gouvernement du Land, la ville souhaite participer à l'élaboration d'un plan de développement du trafic à l'échelle de la Sarre, car le transport ferroviaire est commandé par le Land. La planification a commencé avec le début de la participation des citoyens à la nouvelle VEP le 1er février 2017 .
Les propositions pour les transports publics en Sarre publiées par la ministre Rehlinger en décembre 2019 comprennent le plan pour un S-Bahn sarrois. Le réseau RB de la Sarre doit devenir un système de S-Bahn par des améliorations successives. Dans le réseau central, un intervalle d'au moins 30 minutes doit être respecté pendant la journée, en partie par le chevauchement de différentes lignes, et même, dans la phase finale, un intervalle de 15 minutes entre Völklingen et Rohrbach. 

## Concept
La construction de nouveaux arrêts devrait permettre aux citoyens d'avoir un meilleur accès au transport ferroviaire et d'atteindre ainsi un taux d'utilisation plus élevé. Ainsi, le S-Bahn doit circuler sur les lignes ferroviaires avec des véhicules de traction modernes et contribuer ainsi au transport local. 

## Lignes potentielles
La source de ces lignes provient d'une réunion de projet qui a eu lieu le 12 décembre 2019 (pages 64 / 65). Les nouveaux arrêts seront en italique (ex : Heidstock) et les éventuels arrêts finaux en gras. (par exemple : Homburg (Sarre)). L'arrêt Saarbrücken Rotenbühl remplace l'arrêt Saarbrücken Ost.
Les lignes suivantes seraient le réseau S-Bahn de la Sarre :
| Ligne | Tracé des lignes |
| ----- | --- |
| S 10  | Trier - Konz - Merzig - Dillingen - Saarlouis Hbf - Völklingen Hbf - Saarbrücken Hbf - St. Ingbert - Homburg(Saar)                                   |
| S 11  | Losheim am See - Merzig - Dillingen - Saarlouis Hbf - Völklingen Hbf - Saarbrücken Hbf - St. Ingbert - Homburg(Saar) - Kaiserslautern                |
| S 12  | Wadern - Schmelz - Primsweiler - Saarlouis Hbf - Völklingen Hbf - Saarbrücken Hbf - St. Ingbert - Blieskastel-Lautzkirchen - Zweibrücken - Pirmasens |
| S 13  | Saarbrücken Hbf - Neunkirchen - St. Wendel - Nohfelden - Neubrücke                                                                                   |
| S 14  | Niedaltdorf - Dillingen - Lebach - Illingen - Neunkirchen - Homburg(Saar)                                                                            |
| S 15  | Saarbrücken Hbf - Quierschied - Illingen - Lebach - Primsweiler                                                                                      |
| S 16  | Saarbrücken Hbf - Quierschied - Neunkirchen (- Homburg(Saar))                                                                                        |
| S 17  | Überherrn - Völklingen Hbf - Saarbrücken Hbf - St. Ingbert - Blieskastel-Lautzkirchen - Zweibrücken                                                  |

Mais il y aura toujours des lignes régionales et voici les itinéraires possibles :
| Ligne | Tracé des lignes | Exploitant actuel                         |
| ----- | --- | ----------------------------------------- |
| RE 1  | Mannheim - Kaiserslautern - Homburg(Saar) - St. Ingbert - Saarbrücken Hbf - Völklingen Hbf - Saarlouis Hbf - Dillingen Hbf - Merzig - Konz - Trier Hbf - Coblence | DB Regio Mitte (SÜWEX)                    |
| RE 3  | Saarbrücken Hbf - Neunkirchen - St. Wendel - Nohfelden - Neubrücke - Mainz - Francfort Hbf                                                                        | Vlexx                                     |
| RE 17 | Trèves Hbf - Perl - Thionville - Metz Ville | SNCF / DB ?                               |
| RE 18 | Saarbrücken Hbf - Forbach - St. Avold - Metz Ville | SNCF jusqu'en 2024                        |
| RE 19 | Saarbrücken Hbf - Sarreguemines - Strasbourg | SNCF jusqu'en 2024                        |
| RE 90 | Saarbrücken Hbf - Völklingen Hbf - Saarlouis Hbf - Dillingen Hbf - Merzig - Konz - Luxembourg                                                                     | Nouvelle ligne                            |
| RB 82 | Perl - Trèves - Wittlich | DB Regio Mitte                            |
| RB 84 | Trèves - Konz - Merzig | Nouvelle ligne remplaçant les lignes RB71 |

Pour le RB 84 remplacerait l'actuel RB71 de Trèves à Merzig.